# Adriano José
Adriano José da Silva (Santo Inácio, 19 de novembro de 1981), mais conhecido como Soldado Adriano é um policial militar e político brasileiro eleito à Assembleia Legislativa do Paraná (ALEP) pelo Partido Verde (PV) em 2018.
Nascido no interior do estado do Paraná, vem de família de lavradores e começou sua vida profissional como boia-fria. Entrou para a Polícia Militar do Paraná há mais de 10 anos e atuou junto a equipe de Sargento Fahur na Região Metropolitana de Maringá. Adriano é formado em Direito pela Faculdade Maringá.
Em 2018, foi candidato a deputado estadual pelo PV, numa dobradinha com Sargento Fahur (PSD) que disputou uma vaga na Câmara dos Deputados. Ambos foram eleitos, Adriano recebeu 33.757 votos.